# Big Brovaz
Big Brovaz var en brittisk popgrupp bildad 2002 i södra London, England som spelade popmusik med hiphop- och r&b-influenser.

## Historia
Big Brovaz bestod av Cherise (Cherise Alana Roberts), Dion (Dion Howell), Nadia (Nadia Yutinda Shepherd), Flawless (Temi Tayo Aisida), J-Rock (John Paul Horsley) och Randy (Michael Brown), förutom de två producenterna Skillz (Abdul Rasheed Bello) och Fingaz (Michael Migusha). Deras genombrott kom i slutet av år 2002 med låten "Nu Flow" som blev en stor hit över hela Europa. En tid senare släpptes även debutalbumet med samma namn.

## Diskografi
Album
| År   | Album    | Listplaceringar |
| År   | Album    | UK Albums Chart |
| ---- | -------- | --------------- |
| 2002 | Nu-Flow  | #6              |
| 2007 | Re-Entry | –               |

Singlar
| År   | Titel                                    | Listplaceringar  | Listplaceringar   | Album                                |
| År   | Titel                                    | UK Singles Chart | AUS Singles Chart | Album                                |
| ---- | ---------------------------------------- | ---------------- | ----------------- | ------------------------------------ |
| 2002 | "Nu Flow"                                | #3               | #3                | Nu-Flow                              |
| 2003 | "OK"                                     | #7               | #64               | Nu-Flow                              |
| 2003 | "Favourite Things"                       | #2               | #3                | Nu-Flow                              |
| 2003 | "Baby Boy"                               | #4               | #8                | Nu-Flow                              |
| 2003 | "Ain't What You Do"                      | #15              | –                 | Nu-Flow                              |
| 2004 | "We Wanna Thank You (The Things You Do)" | #17              | #56               | Scooby-Doo 2: Monsters Unleashed OST |
| 2004 | "Yours Fatally"                          | #15              | –                 | Re-Entry                             |
| 2006 | "Hangin' Around"                         | #57              | –                 | Re-Entry                             |

Film
- Scooby-Doo 2: Monsters Unleashed